# Алгар до Карвао
Алгар до Карвао је древна лавична цев или вулкански отвор који се налази у централном делу острва Терсеира, у португалском архипелагу Азори. Припада фригезији Порто Жудеу, у општини Ангра до Ероизмо.
На Терсеири се налазе четири велика вулкана (Пико Алто, Санта Барбара, Гиљерме Мониз и Синко Пикос) груписана дуж зоне око базалтне пукотине, која пресеца острво од северозапада ка југоистоку. Алгар до Карвао је директно повезан са калдером вулкана Гиљерме Мониз, али је део истог комплекса као и Санта Барбара на западу, Пико Алто на северу и поменути Гиљерме Мониз на југу. Алгар до Карвао налази се на 583 m надморске висине.
Простор обима 40,5 ha класификован је као Регионални Национални Споменик због својих нарочитих вулканолошких карактеристика, поред свог еколошког екосистема. „Уста Алгара” чини 45 m висок вертикални пролаз у унутрашњост, који сеже до платформе од крхотина и шљунка. Одавде постоји још један пад до унутрашњег базена бистре воде, отприлике 90 m од равне површине. Базен се храни кишницом и може да досегне дубину до 15 метара. Током сувих летњих месеци са мало или нимало падавина може пресушити.
Сама пећина је изузетна по јединственим минералошким карактеристикама силикатних сталактита.